# Беллинджер, Дэниел
Дэниел Джордж Беллинджер (англ. Daniel George Bellinger; 22 сентября 2000, Лас-Вегас, Невада) — профессиональный американский футболист, тайт-энд клуба НФЛ «Нью-Йорк Джайентс». На студенческом уровне выступал за команду университета штата Калифорния в Сан-Диего. На драфте НФЛ 2022 года был выбран в четвёртом раунде.

## Биография
Дэниел Беллинджер родился 22 сентября 2000 года в Лас-Вегасе. Учился в старшей школе Пало-Верде. В течение трёх лет играл за её футбольную команду на позициях тайт-энда и лайнбекера, включался в сборную звёзд штата, получил несколько индивидуальных наград. Также занимался баскетболом и лёгкой атлетикой. В составе команды школы становился бронзовым призёром чемпионата Невады в эстафете 4 по 100 метров.

### Любительская карьера
После окончания школы Беллинджер получил спортивную стипендию в университете штата Калифорния в Сан-Диего. В турнире NCAA он дебютировал в 2018 году, приняв участие в девяти матчах и отметившись одним приёмом на 10 ярдов. В сезоне 2019 года он занял место стартового тайт-энда команды и сыграл во всех тринадцати играх. С тремя тачдаунами на приёме он вошёл в пятёрку самых результативных тайт-эндов конференции Маунтин Вест. Летом 2020 года его называли в числе возможных претендентов на приз Джона Мэки, присуждаемый лучшему тайт-энду студенческого футбола.
В сокращённом из-за пандемии COVID-19 турнире 2020 года Беллинджер сыграл восемь матчей, став одним из пяти лучших тайт-эндов конференции по количеству сделанных приёмов и набранных ярдов. В 2021 году он снова претендовал на награду Джона Мэки, перед стартом сезона его выбрали одним из капитанов команды. Он принял участие в тринадцати играх турнира, набрав 357 ярдов с двумя тачдаунами.

#### Статистика выступлений в NCAA
| Сезон | Команда                | Игры | Приём | Приём | Приём | Приём | Вынос | Вынос | Вынос | Вынос |
| Сезон | Команда                | Игры | Rec   | Yds   | Y/A   | TD    | Att   | Yds   | Y/A   | TD    |
| ----- | ---------------------- | ---- | ----- | ----- | ----- | ----- | ----- | ----- | ----- | ----- |
| 2018  | Сан-Диего Стейт Ацтекс | 9    | 1     | 10    | 10,0  | 0     | 0     | 0     | 0,0   | 0     |
| 2019  | Сан-Диего Стейт Ацтекс | 13   | 15    | 201   | 13,4  | 3     | 1     | -6    | -6,0  | 0     |
| 2020  | Сан-Диего Стейт Ацтекс | 8    | 21    | 203   | 9,7   | 0     | 0     | 0     | 0,0   | 0     |
| 2021  | Сан-Диего Стейт Ацтекс | 13   | 31    | 357   | 11,5  | 2     | 1     | 2     | 2,0   | 0     |
| Всего | Всего                  | 43   | 68    | 771   | 11,3  | 5     | 2     | -4    | -2,0  | 0     |

### Профессиональная карьера
Перед драфтом НФЛ 2022 года издание Bleacher Report прогнозировало Беллинджеру выбор в пятом раунде, отмечая его высокий потенциал для дальнейшего развития. К сильным сторонам игрока относили его маневренность, хорошую стартовую скорость, способность набирать ярды после приёма коротких передач, технику работы на блоках, общий уровень атлетизма. Среди недостатков указывались короткие руки, нестабильность, не слишком уверенную работу на маршрутах и невысокую дистанционную скорость.
На драфте он был выбран «Нью-Йорк Джайентс» в четвёртом раунде под общим 112-м номером. В июле 2022 года Беллинджер подписал с клубом четырёхлетний контракт на общую сумму 4,6 млн долларов. В дебютном сезоне он принял участие в двенадцати матчах регулярного чемпионата, сделав 30 приёмов на 268 ярдов. Несколько игр ему пришлось пропустить из-за травмы глаза, полученной во встрече седьмой недели против «Джэксонвилла». С учётом матчей плей-офф Беллинджер сделал 33 приёма при 38 передачах в его направлении, став одним из самых надёжных игроков нападения «Джайентс».

#### Статистика выступлений в НФЛ

##### Регулярный чемпионат
| Сезон | Команда           | Игры | Приём | Приём | Приём | Приём | Вынос | Вынос | Вынос | Вынос |
| Сезон | Команда           | Игры | Rec   | Yds   | Y/A   | TD    | Att   | Yds   | Y/A   | TD    |
| ----- | ----------------- | ---- | ----- | ----- | ----- | ----- | ----- | ----- | ----- | ----- |
| 2022  | Нью-Йорк Джайентс | 12   | 30    | 268   | 8,9   | 2     | 1     | 2     | 2,0   | 1     |
| Всего | Всего             | 12   | 30    | 268   | 8,9   | 2     | 1     | 2     | 2,0   | 1     |

##### Плей-офф
| Сезон | Команда           | Игры | Приём | Приём | Приём | Приём | Вынос | Вынос | Вынос | Вынос |
| Сезон | Команда           | Игры | Rec   | Yds   | Y/A   | TD    | Att   | Yds   | Y/A   | TD    |
| ----- | ----------------- | ---- | ----- | ----- | ----- | ----- | ----- | ----- | ----- | ----- |
| 2022  | Нью-Йорк Джайентс | 2    | 3     | 21    | 7,0   | 1     | 0     | 0     | 0,0   | 0     |
| Всего | Всего             | 2    | 3     | 21    | 7,0   | 1     | 0     | 0     | 0,0   | 0     |